# Podnoszenie ciężarów na Letnich Igrzyskach Olimpijskich 2020 – waga do 61 kg mężczyzn
Rywalizacja w wadze do 61 kg mężczyzn w podnoszeniu ciężarów na Letnich Igrzyskach Olimpijskich 2020 została rozegrana w dniu 25 lipca 2021 roku w hali Tokyo International Forum.

## Terminarz
| Data          | Godzina |         |
| ------------- | ------- | ------- |
| 25 lipca 2021 | 11:50   | Grupa B |
| 25 lipca 2021 | 15:50   | Grupa A |

## Wyniki
| Pozycja | Grupa | Zawodnik               | Reprezentacja     | Waga  | Rwanie | Rwanie | Rwanie | Podrzut | Podrzut | Podrzut | Wynik | Uwagi |
| Pozycja | Grupa | Zawodnik               | Reprezentacja     | Waga  | 1      | 2      | 3      | 1       | 2       | 3       | Wynik | Uwagi |
| ------- | ----- | ---------------------- | ----------------- | ----- | ------ | ------ | ------ | ------- | ------- | ------- | ----- | ----- |
| 1. !    | A     | Li Fabin               | Chiny             | 60,90 | 137    | 137    | 141    | 166     | 172     | 178     | 313   | OR    |
| 2. !    | A     | Eko Yuli Irawan        | Indonezja         | 60,80 | 137    | 141    | 141    | 165     | 177     | 177     | 302   |       |
| 3. !    | A     | Igor Son               | Kazachstan        | 60,25 | 126    | 131    | 134    | 156     | 162     | 163     | 294   |       |
| 4.      | A     | Yoichi Itokazu         | Japonia           | 60,85 | 130    | 130    | 133    | 158     | 159     | 1162    | 292   |       |
| 5.      | A     | Seraj Al-Saleem        | Arabia Saudyjska  | 60,90 | 124    | 127    | 129    | 159     | 166     | 166     | 288   |       |
| 6.      | A     | Davide Ruiu            | Włochy            | 60,90 | 123    | 127    | 131    | 153     | 159     | 159     | 286   |       |
| 7.      | A     | Shota Mishvelidze      | Gruzja            | 60,95 | 130    | 134    | 135    | 155     | 163     | 165     | 285   |       |
| 8.      | B     | Luis García            | Dominikana        | 60,95 | 120    | 120    | 124    | 154     | 154     | 154     | 274   |       |
| 9.      | B     | Simon Brandhuber       | Niemcy            | 61,00 | 123    | 127    | 127    | 142     | 142     | 145     | 268   |       |
| 10.     | B     | Morea Baru             | Papua-Nowa Gwinea | 61,00 | 113    | 118    | 118    | 147     | 153     | 153     | 265   |       |
| 11.     | B     | Éric Andriantsitohaina | Madagaskar        |       | 105    | 110    | 114    | 140     | 150     | 154     | 264   |       |
| 12.     | B     | Marcos Rojas           | Peru              |       | 100    | 105    | 107    | 130     | 130     | 135     | 240   |       |
| -       | A     | Thạch Kim Tuấn         | Wietnam           | 60,80 | 126    | 126    | 130    | 150     | 150     | 153     | DNF   | DNF   |
| -       | A     | Kao Chan-hung          | Chińskie Tajpej   | 60,70 | 125    | 128    | 130    | 147     | 147     | -       | DNF   | DNF   |